# Justizgebäude am Appellhofplatz
Das Justizgebäude am Appellhofplatz ist ein historisches Gebäude in Köln-Altstadt-Nord am Appellhofplatz. Das verändert erhaltene Gebäude steht seit dem 22. Dezember 1983 unter Denkmalschutz.

## Geschichte
Das Gerichtsgebäude steht beispielhaft für die Rechtsentwicklung im Rheinland, beginnend mit dem Französischen Recht (Code civil) unter Napoleon über das Rheinische Recht in Preußen bis hin zu unserer heutigen Rechtsordnung. Diese Rechtsentwicklung lässt sich auch heute noch an der Architektur nachvollziehen. Die Straßenbenennung „Appellhofplatz“ und die heute noch übliche Kurzbezeichnung „Appellhof“ für das Gerichtsgebäude gehen zurück auf den Rheinischen Appellationsgerichtshof. Die Einrichtung dieses Berufungsgerichts wurde 1819 in Köln erforderlich, nachdem der Wiener Kongress 1815 die Rheinlande Preußen zugesprochen und der preußische König Friedrich Wilhelm III. die Fortgeltung der bis dahin geltenden Napoleonischen Gesetzesbücher als Rheinisches Recht gebilligt hatte. Dadurch stellte sich seinerzeit die Frage nach dem Sitz eines Berufungsgerichts für den Geltungsbereich des Rheinischen Rechts. Köln als schon damals größte Stadt in den Rheinlanden und zentral gelegen bot sich hierfür an.

### Erstes Bauwerk

Der Rheinische Appellationsgerichtshof zu Cöln (1826)

Da Preußen sich weigerte, finanzielle Belastungen für den Sonderweg des Rheinischen Rechts zu übernehmen und dabei zutreffend von einem großen Interesse Kölns an dem prestigeträchtigen Berufungsgericht ausging, erklärte sich die Stadt Köln – unterstützt durch einen erheblichen Zuschuss der örtlichen Handelskammer – nach längeren Verhandlungen bereit, für das neue Gerichtsgebäude sowohl das Grundstück zu stellen als auch die Baukosten fast ganz alleine zu tragen. Der „Rheinische Appellationsgerichtshof zu Cöln“ entstand nach Plänen von Regierungsbaumeister Johann Peter Weyer, der am 20. Juni 1819 die ersten Grundrisse für das halbkreisförmige Gerichtsgebäude vorlegte. Im Jahre 1824 begannen die Bauarbeiten für dieses Justizgebäude in bester Innenstadtlage auf dem Gelände von zwei früheren Klöstern, nämlich auf dem Grundstück des 1805 abgebrannten Augustinerinnenklosters „Zum Lämmchen“ sowie im Weingarten des ehemaligen, 1802 im Rahmen der Säkularisation niedergelegten Zisterzienserinnenklosters St. Mariengarten an der gleichnamigen Gasse. Das neue Justizgebäude wurde am 6. November 1826 seiner Bestimmung übergeben. Im Volksmund wurde das Gebäude des Appellationsgerichtshofs schon bald verkürzt „Appellhof“ genannt, auch für den südlich hiervon gelegenen Platz setzte sich der Name durch und wurde schließlich als offizielle Straßenbezeichnung übernommen. Ein Plan zur Verschönerung der Umgebung wurde am 6. Juli 1825 vorgelegt.
Das Gebäude nahm neben dem Rheinischen Appellationsgerichtshof fast die gesamte weitere Kölner Justiz auf. Anders als das Preußische Recht mit seinem Aktenprozess hatte das Rheinische Recht die fortschrittlichen Verfahrensgrundsätze der Öffentlichkeit und Mündlichkeit aus der Franzosenzeit übernommen. Gericht und Prozessbeteiligte sollten im Interesse ungefilterter Sachverhaltsermittlungen und damit der Wahrheitsfindung unmittelbar miteinander sprechen können, die Ordnungsmäßigkeit der Verfahren bis zum Urteilsspruch sollte für jedermann transparent sein. Deshalb boten fünf große Sitzungssäle schon in diesem Vorgängerbau am Appellhofplatz dem interessierten Publikum die Möglichkeit, in das Gericht zu kommen und die mündlich verhandelten Prozesse zu verfolgen.
Die Zuständigkeit des Rheinischen Appellationsgerichtshofs als Berufungsinstanz reichte von Saarbrücken über Trier, Koblenz, Köln und Düsseldorf bis nach Kleve am Niederrhein. Damit verfügte Köln als größte Stadt der Rheinlande über die so dringlich gewünschte bedeutsame Provinzialinstitution. Die Ausweitung der Rechtsmaterie durch die Reichsjustizgesetze von 1879 sowie der sprunghafte Bevölkerungszuwachs in Köln durch die beginnende Industrialisierung ließen den Weyer-Gerichtsbau schließlich für die Bedürfnisse einer Großstadt zu klein werden.

### Zweites Bauwerk

Appellhofplatz – Appellationsgericht (um 1900)

Deshalb wurde nach Abbruch des alten Gebäudes in zwei Bauabschnitten von 1884 bis 1893 das heutige, erheblich größere Justizgebäude an gleicher Stelle für das Königliche Oberlandesgericht (also das umbenannte Appellationsgericht), das Landgericht und die Staatsanwaltschaft neu errichtet.
Die Planer, die Regierungsbauräte Paul Thoemer und Rudolf Mönnich, legten wie ihr Vorgänger Weyer besonderen Wert auf ein großzügiges Raumangebot für die Öffentlichkeit und leichte Zugänglichkeit für Zuhörer. Der Einweihung des nördlichen Gebäudeflügels im September 1887 folgte ein südlicher Flügel, der allein Baukosten von 1,48 Millionen Mark verschlang. Das im Stil niederländischer Renaissance erbaute konkave Gerichtsgebäude wurde am 8. Juli 1893 seiner Bestimmung übergeben. Die von Festrednern der Einweihungsfeier im Schwurgerichtssaal, darunter der Justizminister von Schelling, geäußerte Hoffnung, dass das neue Dienstgebäude „dem stets wachsenden Verkehr der in neuem gewaltigen Aufblühen begriffenen Stadt für die nächsten Jahrzehnte vollauf genügen“ werde, erfüllte sich nicht – trotz der zur Entlastung Kölns in 1906 erfolgten Gründung des Oberlandesgerichts Düsseldorf.  Die Folge war die teils provisorische Unterbringung von Amtsgericht und Landgericht Köln in bis zu zehn verschiedenen angemieteten Gebäuden.
Deshalb zogen das Oberlandesgericht sowie die Zivilkammern des Landgerichts im Oktober 1911 in einen ebenfalls von Paul Thoemer entworfenen Gerichtsneubau, das Justizgebäude am Reichensperger Platz. Danach diente der Appellhof bis April 1981 ausschließlich der Strafjustiz. Es war diese Zeit, die für die Kölner Bevölkerung das Bild von „ihrem“ Appellhof prägte. Spektakuläre Prozesse, bei denen insbesondere vor dem Schwurgericht über Schuld oder Unschuld angeklagter Mörder, Giftmischerinnen oder Räuber befunden wurde, lockten Massen von Zuschauern in die großen Sitzungssäle. Die Kölner Zeitungen berichteten teilweise in Extra-Ausgaben aus dem Appellhof.

## Neuzeit

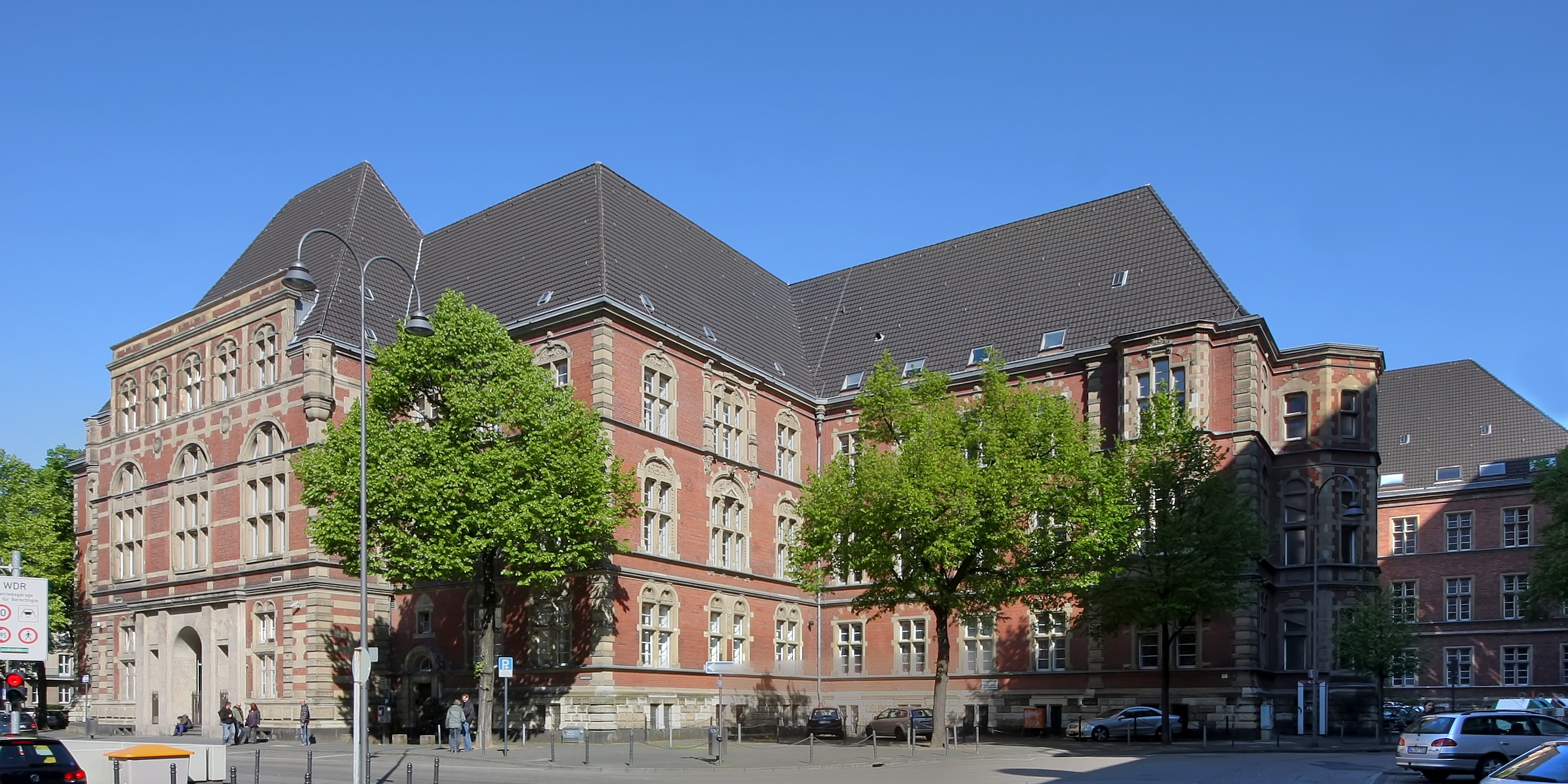
Südfassade mit Haupteingang am Appellhofplatz

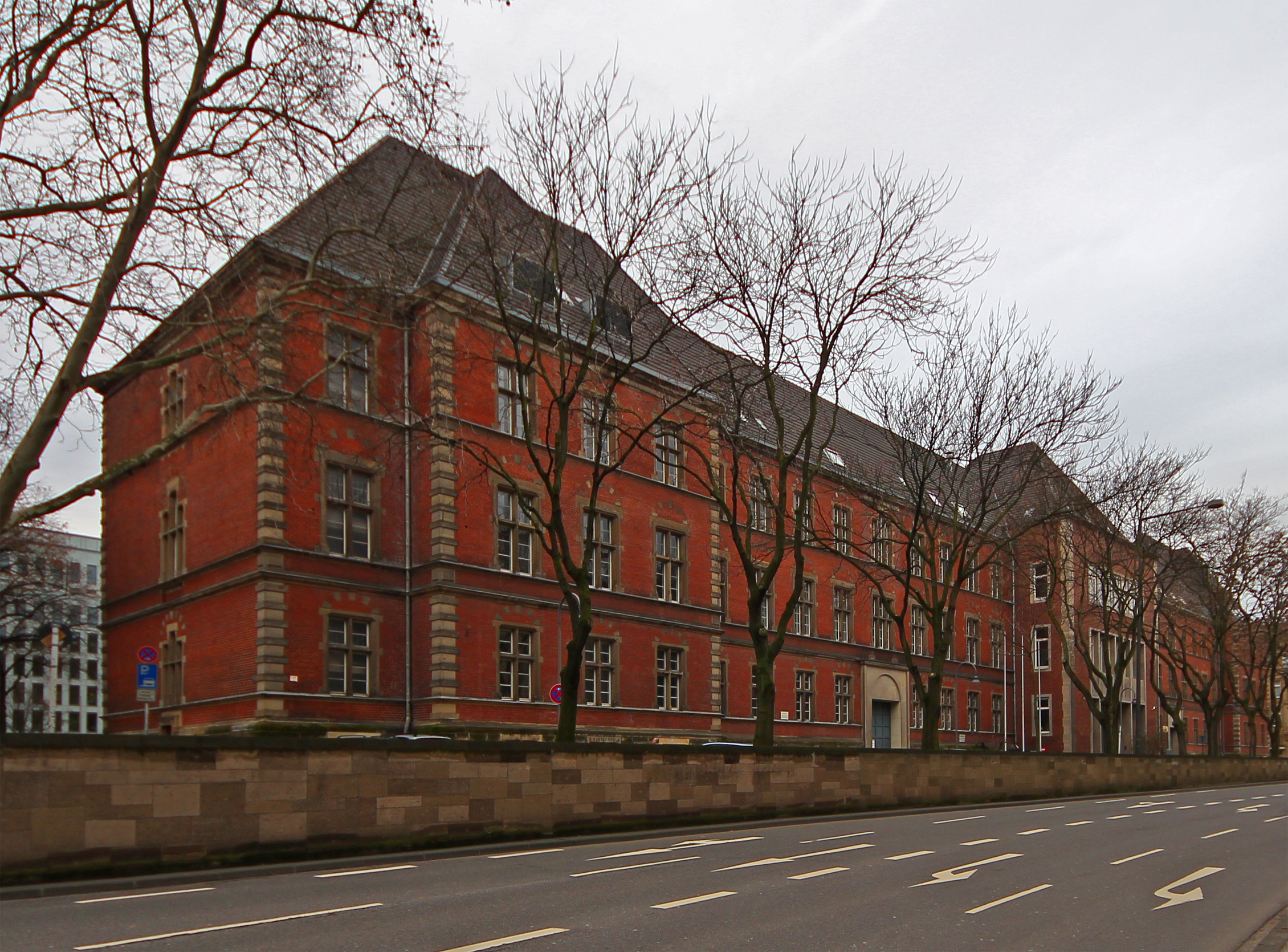
Schauseite: Burgmauer

Nach der Machtergreifung durch die Nationalsozialisten im Jahre 1933 tagten im Appellhof bis 1945 so genannte „Sondergerichte“. Sie konnten praktisch ohne Bindung an Recht und Gesetz im Sinne des Naziregimes urteilen und taten dies in sich steigerndem Maße auch: Bis zum Kriegsende wurden im Appellhof durch diese Sondergerichte über 120 politisch motivierte Todesurteile gefällt, teilweise aus nichtigem Anlass mit dem einzigen Ziel der Abschreckung. Die vereinzelt vertretene These (z. B. durch eine frühere Version dieser Seite), dass ein unterirdischer Gang das Justizgebäude mit der gegenüber gelegenen Gestapo-Zentrale im EL-DE-Haus verbunden habe, ist durch keine überprüfbaren Quellenangaben belegt. Insbesondere existieren – soweit ersichtlich – keine Veröffentlichungen, wonach in einem dieser beiden Gebäude Spuren des angeblichen Gangs gefunden worden wären. Solche Spuren hätte man aber ggf. finden müssen, etwa bei den in den beiden Gebäuden in den letzten Jahren erfolgten Kellersanierungen oder bei dem U-Bahn-Bau in der Neven-DuMont-Straße.
Nach einer teilweisen Zerstörung durch Bombenangriffe im Zweiten Weltkrieg wurde das Gebäude ab 1945 ohne seine zuvor vorhandenen Dachtürme und seinen reichen Fassadenschmuck mit einfachen Materialien und in einer schlichten Optik wieder aufgebaut. Seit April 1981 sind das Verwaltungsgericht Köln und seit November 1995 auch das Finanzgericht Köln im Gebäudekomplex am Appellhofplatz untergebracht. Zuvor waren bereits einige Senate des Finanzgerichts im Appellhof als Nebenstelle des FG mit Hauptsitz in der Adolf-Fischer-Straße ansässig. Das traditionsreiche Justizgebäude kommt bis heute ohne eine Hausnummer aus. Die Straßenbezeichnung, nach der auch eine U-Bahn-Station vor Ort benannt ist, reicht zur Lokalisierung.
Dass sich die Kölner Bevölkerung der rechtsstaatlichen Tradition ihres ältesten Gerichtsgebäudes durchaus bewusst ist, zeigte sich, als 1985 nach dem Tod von Heinrich Böll die für Straßennamen zuständige Bezirksvertretung den Appellhofplatz in Heinrich-Böll-Platz umbenennen wollte. Dem lag wohl auch das erstaunliche Missverständnis einiger Bezirksvertreter zugrunde, dass sich der Name von einem Ort militärischer Appelle ableite. Die drohende Auslöschung der Erinnerung an den Rheinischen Appellationsgerichtshof aus dem Straßenverzeichnis und damit an das den Preußen abgetrotzte fortschrittliche Rheinische Recht trieb nicht nur Kölner Juristen auf die Barrikaden. Bei einer Meinungsumfrage wurde die Umbenennung nur von 17 Prozent der Kölner Bürger unterstützt und scheiterte letztlich im Stadtrat.

## Architektur
Der Südteil des Gebäudes, in dem früher einmal das Amtsgericht untergebracht war, ist ein dreigeschossiger, freistehender, mehrflügeliger Bau mit Satteldach, dessen abgestufter Grundriss halbkreisförmig ist. Dies ist darauf zurückzuführen, dass der Neubau der Grundstücksform des niedergelegten Weyer-Baus angepasst werden musste. Noch heute kann man die Krümmung des Halbkreisbogens von 1826 anhand der Parkplatz-Poller an der Westseite des Gebäudes (Neven DuMont-Straße) klar erkennen. Der gesamte Bau umschließt einen Innenhof, der ursprünglich über zwei Durchfahrten (heute nur noch eine) von der Burgmauer aus angefahren werden konnte, z. B. auch von Gefangenentransporten in der sog. Grünen Minna. Die Fassade zur Burgmauer hat Seitenrisalite und einen (nach dem Zweiten Weltkrieg verändert wiederaufgebauten) Mittelrisalit. Die Südfassade ist geprägt durch den zweistufig vorspringenden Mitteltrakt (Portal 1950er Jahre), Eingangshalle und Treppenanlage. An der Ost- und der Westfassade befinden sich fünfseitig hervorstehende Treppentürme. Hof- und Straßenfassaden sind in Backstein mit Maßwerk-Fenstern und Gliederungselementen aus Naturstein ausgeführt. Das Gebäude verfügt über zwei Hausmeisterwohnungen im Erdgeschoss neben dem Eingang an der Südseite.
In der Architektur lassen sich auch heute immer noch, wie beim Vorgängerbau, deutliche Spuren von Ideen der Französischen Revolution erkennen: Ganz im Sinne der Grundsätze von Öffentlichkeit und Mündlichkeit der Gerichtsverfahren wurden Anreize geschaffen, um dem Publikum den Zugang zu den Gerichtssälen zu erleichtern. Außer den zwei Haupteingängen an der Nord- und der Südseite des Gebäudes gibt es zwei – jetzt geschlossene – Nebeneingänge, durch die Zuschauer unmittelbar von der Straße aus jeweils ein Treppenhaus erreichen konnten, das zu den übereinander liegenden Sitzungssälen führte. Der glasüberdachte Lichthof bietet bei Veranstaltungen der Kölner Justiz, aber auch bei Kunst- sowie Geschichtsausstellungen über 400 Personen Platz. Breite, helle Gänge verstärken den Eindruck eines bürgerfreundlichen Gerichtsgebäudes. Bei seiner Fertigstellung in 1893 verfügte das Gericht über zwei verschiedene moderne Heizungssysteme, nämlich durch Warmwasser- und Warmluftbetrieb. Im Sommer konnte durch zwei Großventilatoren aus dem Keller kalte Luft in die Sitzungssäle gepumpt werden, die so klimatisiert wurden. Noch erhalten sind die historischen Vorführzellen und die von dort zu den Sitzungssälen führenden eigenen Gefangenen-Treppenhäuser (Wendeltreppen), die Kontakte zwischen Gefangenen und Publikum sowie etwaige Fluchtversuche verhindern sollten.
Nach dem Umzug von Landgericht und Staatsanwaltschaft in das neue Justizzentrum Köln im April 1981 erfuhr der historische Appellhof nach jahrelanger Vorplanung unter Berücksichtigung des Denkmalschutzes in der Zeit von 1988 bis 1995 die bisher umfangreichsten Umbau- und Restaurierungsarbeiten. Es mussten nicht nur versteckte Kriegsschäden und Nachkriegsprovisorien beseitigt sowie ein zeitgemäßer Ausstattungsstandard geschaffen werden (z. B. wurden bereits damals alle Arbeitsplätze mit Glasfaserkabeln für den IT-Einsatz vernetzt). Es wurde zudem durch zwei Anbauten im Innenhof und durch Umbauten im Dachgeschoss neuer Büroraum geschaffen. Diese Baumaßnahmen erweiterten auch die Hauptnutzfläche auf rund 7.000 m² und schafften mit Kosten von ca. 32 Mio. DM die Voraussetzungen für die Unterbringung des  Verwaltungsgerichts Köln und des Finanzgerichts Köln mit derzeit insgesamt 134 Richterinnen und Richtern sowie 151 weiteren Bediensteten in beiden Gerichten.  Auch in letzter Zeit hat der Bau- und Liegenschaftsbetrieb des Landes NRW BLB als derzeitiger Eigentümer und Vermieter der Immobilie hohe Investitionen vorgenommen, um das Gebäude zu modernisieren und zukunftssicher zu machen. Mit einem Millionenbetrag wurde 2011 ein aufwändiges Brandschutzkonzept umgesetzt, dessen Herzstück eine Entrauchungsanlage im Lichthof ist. Dabei wurde das Glasdach erneuert und die Statik verstärkt. In den Jahren 2013/2014 erfolgten umfangreiche Wärmedämmarbeiten im Dachgeschoss.

## Lage
Das Justizgebäude am Appellhofplatz liegt in der Kölner Altstadt-Nord und ist mit der Stadtbahn Köln (U-Bahnhof Appellhofplatz) erreichbar.